# Gloria de Tour et Taxis
Gloria de Tour et Taxis (Gloria Prinzessin von Thurn und Taxis en allemand), née Maria Gloria de Schönburg-Glauchau (Mariae Gloria Gräfin von Schönburg-Glauchau en allemand) le 23 février 1960 à Stuttgart, est une mondaine, femme d'affaires, philanthrope, activiste catholique et artiste allemande.
La comtesse Gloria de Schönburg-Glauchau devient princesse consort de Tour et Taxis après son mariage avec Johannes, 11e prince de Tour et Taxis, en 1980.

## Enfance et famille
Gloria de Schönburg-Glauchau est la fille de Joachim, comte de Schönburg-Glauchau, chef d'une branche cadette de la famille princière allemande de Schönburg, et de la comtesse Beatrix Széchenyi de Sárvár-Felsővidék, membre de la noblesse hongroise et descendante du comte István Széchenyi. Ses parents divorcent en 1986. Elle est l'un des cinq enfants issus des deux mariages de son père. Gloria a été baptisée enfant et élevée dans la foi catholique.
Enfant, Gloria déménage avec sa famille en Afrique, au Togo et en Somalie, où son père travaille comme auteur et journaliste. Bien que membre de la noblesse allemande, sa famille a perdu ses richesses avec l’avènement du communisme en Allemagne et en Hongrie. La famille retourne en 1970 en Allemagne. Elle étudie à Meckenheim et, adolescente, travaille comme serveuse dans la station de ski de Saint-Moritz en Suisse.

## Mariage
En 1979, Gloria rencontre Johannes, prince héréditaire de Thurn et Taxis lors d'un déjeuner qu'il organise à Munich. Ils débutent une relation peu de temps après et se marient le 31 mai 1980 à Ratisbonne, en Bavière. Elle porte notamment lors de la cérémonie le diadème de l'impératrice Eugénie, actuellement conservé au musée du Louvre. La fortune du couple est estimée entre 2 et 3 milliards de dollars américains. À la mort de son beau-père Karl August en 1982, Johannes devient le 11e prince de Thurn et Taxis,,.
Le couple a trois enfants :
1. Maria Theresia, née en 1980 à Ratisbonne ;
2. Elisabeth, née en 1982 à Ratisbonne ;
3. Albert, né en 1983 à Ratisbonne.

## Vie mondaine
Gloria et son mari sont connus pour leur style de vie somptueux. Ils deviennent des figures de la mode dans les années 1980. Elle appartient à la jet set européenne et se voit surnommée par les médias la « princesse punk » ou encore la « princesse TNT ».
Johannes meurt en 1990. Gloria doit alors régler ses dettes, qui se montent à 500 millions de dollars. Son fils Albert, âgé de 7 ans, devient le 12e prince von Thurn und Taxis. Elle agit en tant qu'administratrice de la fortune familiale et prend la direction du domaine familial, l'abbaye Saint-Emmeran. Elle change de vie, apprend les finances, la comptabilité et la gestion de biens. Elle vend d'importants biens familiaux, notamment des bijoux et des châteaux, afin de préserver la fortune familiale.
Pendant cette période, elle entreprend un pèlerinage spirituel au sanctuaire de Notre-Dame de Lourdes à Lourdes, en France. Elle devient une activiste catholique et une philanthrope,.
Gloria devient par ailleurs une artiste à succès, se concentrant principalement sur les portraits réalisés à la peinture à l'huile et au pastel. Elle réalise pour l'hôtel Chelsea une série de pastels de ses habitants les plus célèbres,,,.

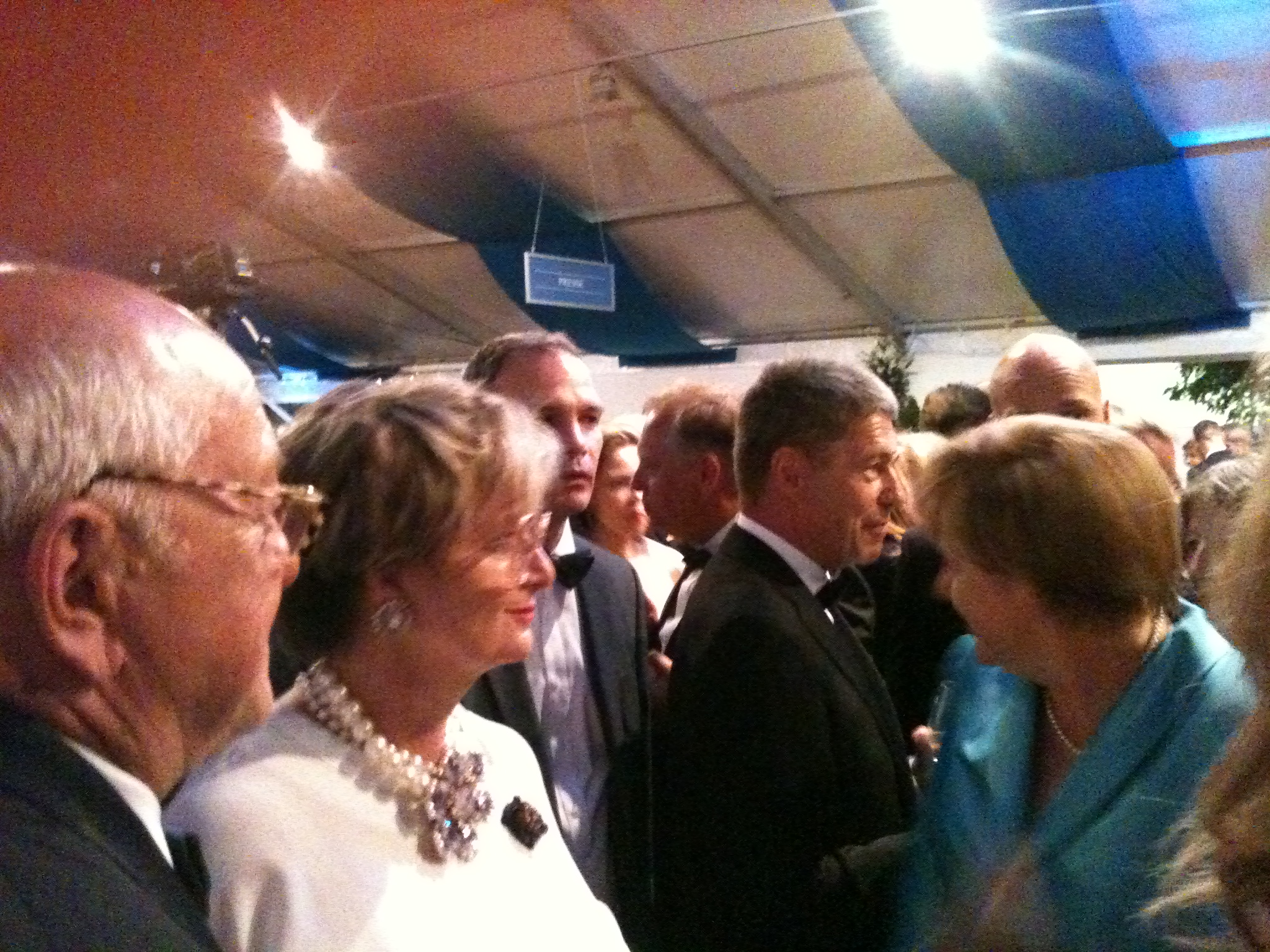
La princesse Gloria avec la chancelière allemande Angela Merkel en 2015.

En 2001, Gloria a été très critiquée pour avoir déclaré dans un talk-show que le taux élevé de SIDA dans les pays africains n'était pas dû à un manque de pratiques sexuelles sûres mais au fait que « les Noirs aiment beaucoup copuler ». En 2008, elle affirme encore dans une interview que les Africains ont beaucoup de relations sexuelles en raison des températures plus élevées en Afrique.
Fervente catholique, Gloria sert chaque jour 300 repas chauds aux pauvres dans une pièce dédiée de sa maison[réf. nécessaire]. Elle échange également étroitement avec des figures catholiques conservatrices, dont l'archevêque Carlo Maria Viganò, le cardinal Raymond Burke et Steve Bannon.
Gloria est une amie personnelle d'Hillary Clinton et faisait partie d'une douzaine de femmes à assister à sa fête d'anniversaire de 2016.
Chaque été, Gloria organise des « fêtes du château » de plusieurs jours à l'abbaye Saint-Emmeran, avec des représentations d'opéras, de comédies musicales et de concerts classiques et modernes.